# Mintaka (subdivision territoriale)
Pour les articles homonymes, voir Mintaka.
Une mintaka (en arabe : منطقة / minṭaqa, au pluriel مناطق / manāṭiq) est une subdivision territoriale.
- Mintakas de Syrie